# Den Frie Syriske Hær
Den Frie Syriske Hær (Arabisk: الجيش السوري الحر, al-Jaysh as-Suri al-hurr, FSH) er en væbnet oprørshær, som kæmper i Syrien under den syriske borgerkrig. Selv om de fleste af FSHs medlemmer er sunnimuslimer - Syriens største trossamfund - har den bataljoner, der består helt eller delvist af kurdere, turkmenere, palæstinensere og drusere. I juli 2012 var der meldinger om ca. 100.000 desertører fra regeringsstyrkerne ifølge aktivist- og mediekilder. Omtrent et år tidligere vurderede amerikanske efterretningskilder, at der var mere end 10.000 desertører. Det faktiske antal soldater, der har tilsluttet sig FSH, er ukendt.

## Historie
Hærens dannelse blev annonceret den 29. juli 2011 i en video, udgivet på internettet af en uniformeret gruppe desertører fra det syriske militær, der opfordrede medlemmerne af den syriske hær til at hoppe af og slutte sig til dem. Oberst Riad al-Asaad, der var FSHs leder i august 2011 bekendtgjorde, at FSH ville arbejde med demonstranter for at vælte regimet, og erklærede, at alle sikkerhedsstyrker, der angreb civile, var berettigede mål. FSH samarbejdede med Det Syriske Nationalråd fra begyndelsen af december 2011 og støttede den nationale koalition af Syriens revolutions- og modstandskræfter, da koalitionen var dannet i november 2012. En større omorganisering af FSHs kommandostruktur foregik i december 2012, sådan at al-Asaad beholdt sin formelle rolle, men mistede sin reelle magt, mens brigadegeneral Salim Idris blev stabschef og reel leder.

## Den Sydlige Front
En af de store grupperinger i Den Frie Syriske Hær er den Sydlige Front. Den blev oprettet af mange forskellige små brigader, som et modsvar mod regeringens offensiv og har efterfølgende selv gået til angreb på Bashar Al-Assads styrker i en operation kaldt 'Den Sydlige Storm'.
Ifølge nogen skulle Den Sydlige Front bestå af mere end 50 forskellige oprørsgrupper, hvor grupperne Liwa al-Yarmounk og Liwa Falluja Hawran er de to mest bemærkelsesværdige.[kilde mangler]
Den Sydlige Front har angiveligt mellem 15.000 og 45.000 soldater til rådighed, alle delt op i de 50 forskellige oprørsgrupperne. Mange oprørsgrupper operere dog ikke uden for deres egne grænser.[kilde mangler]

## Målsætning
Riad al-Asaad udtalte i oktober 2011, at Den Frie Syriske Hær (FSH) ikke har andre politiske målsætninger end fjernelsen af Bashar al-Assad som præsident for Syrien. FSH har også hævdet, at konflikten ikke er sekterisk og at der ikke vil komme repressalier, hvis den falder. Den 23. september 2011 blev den Frie Syriske Hær sammensluttet med de frie officerers bevægelse (arabisk:. حركة الضباط الأحرار, Harakat Aḑ -Ḑubbāṭ al-Aḥrār) og blev modstandens vigtigste hærgruppe. FSH ses ofte som den mest moderate og verdslige del af modstandsbevægelsen modsat grupper som Jabhat al-Nusra. Det har lagt grunden til en modsætning mellem de verdslige styrker, som bekæmper den syriske regering, og de islamistiske grupper, hvad der ofte har ført til drab.

## Kampe
FSH opererer i hele Syrien, både i byområder og på landet. Styrkerne er aktive i det nordvestlige (Idlib, Aleppo), i den centrale region (Homs, Hama og Rastan), ved kysten omkring Latakia, mod syd (Daraa og Houran), mod øst (Dayr al-Zawr, Abu Kamal), og i Damaskus-området. Den største koncentration af disse styrker synes at være i den centrale region (Homs, Hama og omkringliggende områder), hvor ni eller flere bataljoner er aktive. FNs generalsekretær, Ban Ki-moon, har udtalt, at Den Frie Syriske Hær kontrollerer væsentlige dele af nogle byer.